# Ufuk Sarıca
Ufuk Sarıca, (nacido el 13 de julio de 1972 en Estambul, Turquía) es un  exjugador de baloncesto y entrenador turco. Actualmente es entrenador del Pınar Karşıyaka y de la Selección de baloncesto de Turquía.

## Carrera deportiva
Tras una exitosa carrera como jugador en la que logró 5 ligas turcas y una Copa Korac (Efes Pilsen, 1996) comenzó su carrera como entrenador asistente en Besiktas siendo su debut como entrenador titular en 2007 cuando sustituyó a Murat Didin. Después estuvo varios años como asistente de Ergin Ataman tanto en Besiktas como en Efes siendo designado en 2011 para ser el entrenador del segundo mientras Ataman volvía a Besiktas. La temporada siguiente sería entrenador principal de Efes.
En 2012, tras la derrota en la liga turca ante el Banvit, Ufuk Sarica abandona el cargo de entrenador del Anadolu Efes, que ha anunciado al técnico griego Ilias Zouros como su sustituto hasta final de temporada
Más tarde, firmaría un contrato con el Pınar Karşıyaka con el que ganaría la TBL en 2015.

## Trayectoria como entrenador
- 2006–2007 Beşiktaş Cola Turka (Asistente)
- 2007 Beşiktaş Cola Turka
- 2007–2008  Beşiktaş Cola Turka (Asistente)
- 2008–2011  Anadolu Efes S.K. (Asistente)
- 2011–2012 Anadolu Efes S.K.
- 2012–2016 Pınar Karşıyaka
- 2014–2016 Selección de baloncesto de Turquía (Asistente)
- 2016–2019 Beşiktaş Cola Turka
- 2017–presente Selección de baloncesto de Turquía
- 2019–presente Pınar Karşıyaka